# پال دیلی
پال دیلی (انگلیسی: Paul Daley؛ زادهٔ ۲۱ فوریهٔ ۱۹۸۳) یک ورزشکار اهل بریتانیا است.